# 李謀周
李謀周（1971年1月22日—），臺灣男子羽毛球運動員、教練，雲林西螺人，曾任土地銀行羽球隊總教練，現為中租企業羽球隊教練。選手生涯曾奪得15次中華民國全國羽球排名賽冠軍及1996年西班牙羽毛球國際賽冠軍，世界排名最高曾達第15位。其妻陳曉莉、女兒李佳馨、兒子李佳豪皆為羽球運動員，且都曾奪得全國冠軍。

## 生平

### 早年
李謀周出生於雲林縣西螺鎮的農家，為家中長子。當年準備升學時，因為原本要就讀的國中爆發鬥毆事件而轉往羽球名校西螺國中。由於常在下課時間到禮堂打羽球，並在幾度參加徵選後進入學校代表隊。國二下學期，因入選國家隊以公費赴印尼參加比賽而獲得家中支持。高中畢業後，李謀周曾經考慮就讀大學並擔任教職，最後選擇加入土銀羽球隊繼續羽球生涯。

### 選手時期
李謀周在國內曾經奪得15次全國排名賽及4次全國公開賽男單冠軍:118-120。在國際賽場，李謀周曾於1991年至1995年間連續三屆參加世界羽毛球錦標賽，並在1991年取得最佳成績的32強。1996年，李謀周在西班牙羽毛球國際賽決賽擊敗奧地利的于爾根·科赫後奪冠。在1998年亞洲運動會羽毛球比賽中，李謀周在首輪比賽擊敗菲律賓選手洪育雄，但在次輪敗於中國選手董炯，止步16強。團體賽方面，他曾五度（1990、1992、1994、1998、2000）代表中華台北出戰湯姆斯盃預賽:150。
2000年，已經將近30歲的李謀周以老將身分出戰瑞士羽毛球公开赛並從資格賽出線，而後在首輪比賽以2比1（15-7、6-15、15-12）爆冷擊敗中國的孫俊，最終在次輪敗於泰國的文薩·波薩那。
李謀周的世界排名最高曾達第15位，曾有機會參加1996年亞特蘭大奧運會，但是當時中華羽協規定選手排名需在世界前8或是亞洲前2才能參賽，因此無緣奧運會。

### 擔任教練
退役後，李謀周留在原屬球隊土銀擔任教練，後來曾任該隊總教練，現為中租企業羽球隊教練。

## 家庭
李謀周的妻兒都是羽球運動員。妻子陳曉莉曾在全國公開賽與全國排名賽各得兩次女單冠軍，也是1992年第一屆世界大學羽球錦標賽女單冠軍，兩人因為多年一起出國參賽而相戀；女兒李佳馨在2014年的第1次全國排名賽同時奪得女單及女雙冠軍；兒子李佳豪則在2018年的第2次全國排名賽奪得男單冠軍。